# بوی گند زندگی
بوی گند زندگی (انگلیسی: Life Stinks) فیلمی در ژانر کمدی-درام به کارگردانی و با بازی مل بروکس است که در سال ۱۹۹۱ منتشر شد. بازی‌گران برجسته‌ای نظیر لزلی ان وارن، هاوارد موریس و جفری تامبر در این فیلم حضور دارند. موسیقی فیلم ساختهٔ جان موریس است.
فیلم در بخش خارج از مسابقه در جشنواره کن در سال ۱۹۹۱ به نمایش درآمد.

## خلاصه داستان
«گادارد بولت» (مل بروکس)، میلیاردر معروف، رؤیای بزرگی در سر می‌پروراند: ساختن مجموعهٔ تجاری عظیمی به نام بولت‌سیتی در منطقه‌ای فقیرنشین در محله‌های جنوبی لس‌آنجلس. اما رقیبش، «ونس کراسول» (جفری تامبر) او را به شرط‌بندی عجیبی ترغیب می‌کند: اگر او بتواند سی روز بدون پول و حمایت کسی در خیابان‌های جنوب شهر با شرایط خاص شامل: برنداشتن حتی یک پنی؛ استفاده از دستگاه ردیاب و عدم خروج از منطقه و برگشت در عرض ۳۰ ثانیه در صورت خروج اتفاقی و عدم استفاده و عدم ورود به ساختمان‌هایش در منطقه؛ با موفقیت پشت سر بگذارد و دوام بیاورد، «کراسول» هم از ادعایش نسبت به زمین مجموعه صرف‌نظر می‌کند. برای این کار «بولت» روانه خیابان می‌شود و در همان ساعت اول از شرطش پشیمان می‌شود و شرایط را بسیار سخت می‌بیند. روزهای اول بسیار سخت می‌گذرند، به‌خصوص وقتی دو نفر از اوباش کفش‌های «بولت» را می‌دزدند، با این همه «بولت» به کمک زنی به نام «مالی» (لزلی ان وارن) مقاومت می‌کند و در روز سی‌ام رازش را برای «مالی» می‌گوید. با پایان مهلت و خنثی شدن توطئه‌های «کراسول»، «بولت» با «مالی» ازدواج می‌کند و به جای بولت سیتی، برای فقرا، خانه و درمانگاه می‌سازد.

## بازیگران
- لزلی ان وارن
- جفری تامبر
- مل بروکس
- هاوارد موریس
- بیلی بارتی
- برایان تامپسون
- مایکل انساین
- تدی ویلسون